# تریدیمیت

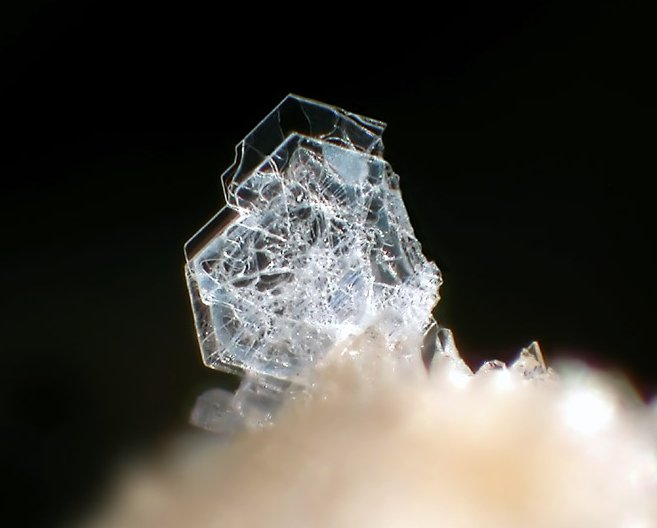
کانی تریدیمیت

اکسید (به انگلیسی: [] Error: {{Lang}}: فاقد متن (راهنما)) با فرمول شیمیایی SiO2 از مجموعه کانی هاست و در محلول گرم سودسوزآور حل می‌شود-کانیهای مشابه شامل باریتین و کریستالوبالیت است که از سختی - رخ - وزن مخصوص و توسط اشعه X از آنها قابل تشخیص است. از کلمه یونانی Tridiumos یعنی سه تایی گرفته شده‌است. در محلول گرم سودسوزآور حل می‌شود. SiO۲:۱۰۰٪ با انکلوزیون Al,Fe,Na,Ca,K برای اولین بار در چک اسلواکی کشف شد و از نظر شکل بلور: پهن و کوتاه - ماکله فراوان با ۲ تا ۳ بلور، رنگ: سفید - سفید متمایل به زرد - خاکستری، شفافیت: شفاف - نیمه شفاف، شکستگی: صدفی، جلا: شیشه ای، رخ: ناقص - مطابق با سطوح، سیستم تبلور: تریدیمیت هگزاگونال و در رده‌بندی اکسید است و منشأ تشکیل آن ماگمائی - بعد ازآتشفشانی - ثانوی است.
همایند کانی‌شناسی (پارانژ) آن باریتین - کریستالوبالیت- کلسیت- اوپال- کریستوبالیت است
، از نظر ژیزمان آگرگات بادبزنی- کروی فراوان است و بیشتر در در سنگهای رگه‌ای در آلمان، فرانسه، ایتالیا، چک اسلواکی، مکزیک، آمریکا، ژاپن یافت می‌شود.